# Pycnarmon albalis
Pycnarmon albalis là một loài bướm đêm trong họ Crambidae.